# Schloss Ludwigseck

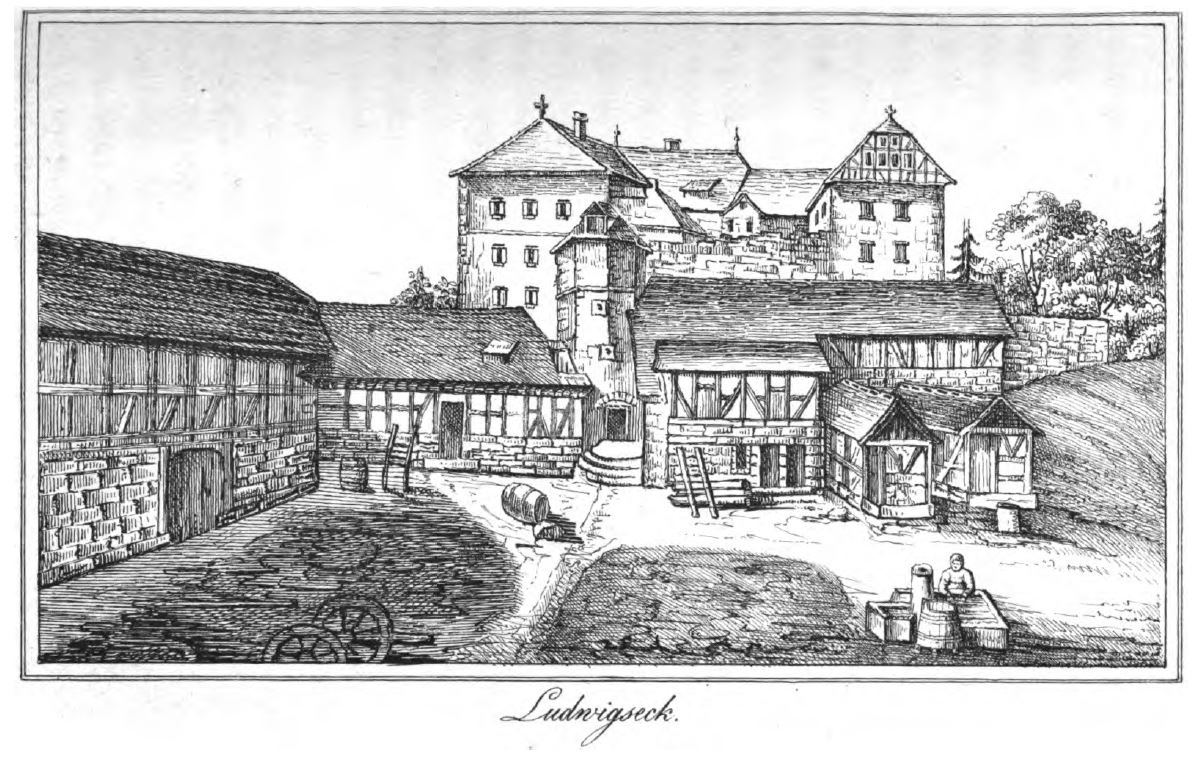
Ludwigseck auf einem lithografischen Reprint von vor 1839

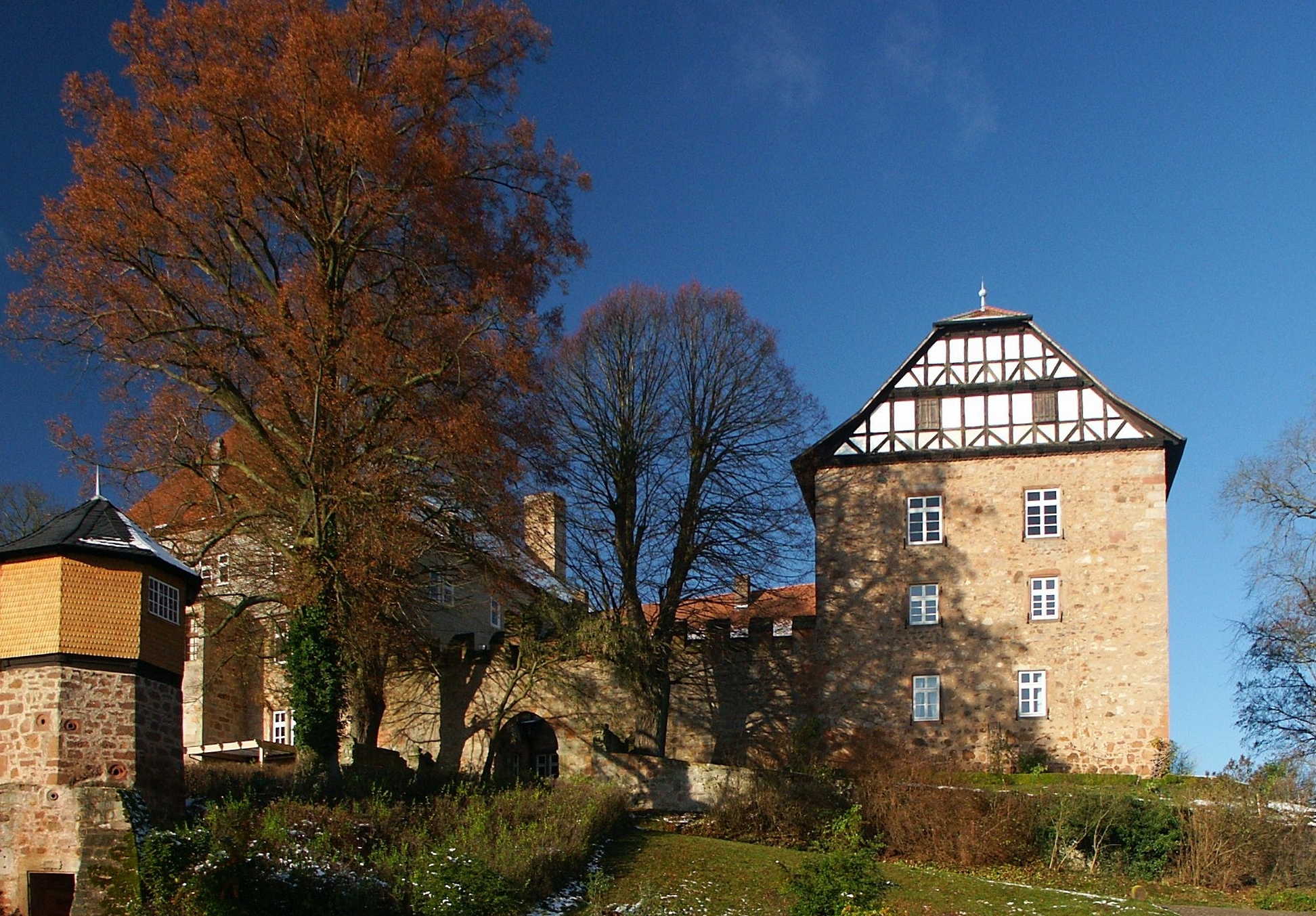
Schloss Ludwigseck, Gemeinde Ludwigsau

Das Schloss Ludwigseck ist ein Schloss in der Gemeinde Ludwigsau im Landkreis Hersfeld-Rotenburg im Nordosten Hessens. Es wurde Anfang des 15. Jahrhunderts als Burg erbaut.

## Geographische Lage
Das Schloss steht zwischen den Ludwigsauer Ortsteilen Ersrode im Westsüdwesten und Beenhausen im Südsüdosten und dem südlichen Alheimer Ortsteil Sterkelshausen im Nordnordosten. Westsüdwestlich unterhalb des Schlossbergs (ca. 490 m ü. NN), einem nordwestlichen Bergsporn des Dammskopfs (520,9 m ü. NN), der dritthöchsten Erhebung des Neuenstein-Ludwigsecker Höhenzugs im Rotenburg-Ludwigsecker Wald, befindet es sich auf einer in das südwestlich gelegene Oberlauftal des Rohrbachs abfallenden und teils bewaldeten Anhöhe (441 m ü. NN). Westlich vorbei am Schloss verläuft südlich von Sterkelshausen die Landesstraße 3253 mit schlossnaher Anbindung an die L 3254, die Ersrode und Beenhausen miteinander verbindet. Östlich entspringt der Strutbach, der als Osterbach-Zufluss entlang der L 3254 nach Sterkelshausen fließt. Etwa 200 m nördlich des Schlosses befindet sich die Basaltfelsklippe Atzelstein (⊙).

## Geschichte
Die Burg wurde auf Veranlassung des Landgrafen Ludwig I. von Hessen durch die Ritter und Erbmarschälle Eckhard II. und Friedrich von Röhrenfurth und deren Vettern Heinrich und Hermann von Holzheim („Hoiltzheim“), ebenfalls landgräfliche Räte, erbaut und 1419 vollendet und ihnen dann als Mannlehen vom Landgrafen gegeben. Der Landgraf erhöhte mit Hilfe dieser Befestigung den Druck auf die Abtei Hersfeld. Dem dortigen Abt Hermann II. von Altenburg (1398–1418) waren durch die damaligen politischen Umstände die Hände gebunden, und er konnte nur noch resignierend feststellen, dass der Landgraf diese Burg „uff unsers stiffts grunth unnd eigenthum“ gebaut hat. Die beiden Geschlechter, ursprünglich im Raum Melsungen begütert, erhielten 1419 das Gebiet um die von ihnen erbaute Burg zu Lehen, bis sie durch Erbfall ab 1432 teilweise und ab 1449 ganz in das Lehen der  Riedesel Freiherren zu Eisenbach wechselte. 1432 erbte Hermann I. Riedesel von seinem Schwiegervater Eckhard II. von Röhrenfurt auch das Hofamt des Erbmarschalls für das Haus Hessen sowie die Burg Lauterbach und das Schloss Eisenbach.
Im Dreißigjährigen Krieg wurde Ludwigseck zu großen Teilen zerstört und erst um 1677 als Schloss wiedererrichtet. Im Laufe des 18. Jahrhunderts verfiel das Schloss abermals. Es wurde in der Mitte des 19. Jahrhunderts durch das Engagement von Ludwig und Wilhelmine Riedesel zu Eisenbach erneut bewohnbar gemacht. Die Anlage wurde 1856 im Stil des Historismus durch den Architekten Hugo von Ritgen saniert und umgebaut. Ludwigseck ist eine der letzten in Deutschland erbauten Wehrburgen.
Durch Erbfolge gelangte das Schloss in den 1980er Jahren in den Besitz derer von und zu Gilsa, welche (Stand 2021) auf dem Anwesen wohnen. Die von und zu  Gilsa sind mit dem Schloss Ludwigseck im Matrikel der Althessischen Ritterschaft verzeichnet.
Die Anlage befindet sich im Privatbesitz und ist nicht zu besichtigen.
Am 27. Februar 2011 wurde das aus dem 17. Jahrhundert stammende Forsthaus, das sich vor der Hofanlage befindet, bei einem Brand zerstört.

### Gericht Ludwigseck
Das ursprünglich „Gericht in der Rohrbach“, später „Gericht Ludwigseck“ genannte Gericht bestand 1538 aus den Dörfern Beenhausen, Gerterode, Heyerode, Rohrbach, Oberthalhausen, Niederthalhausen und Tann; Georg Landau zählt auch Ersrode, den Hof Trunsbach und die Wüstung Schöpbach dazu. Die Gerichtsstätte befand sich im Dorf Tann. Das Gericht gehörte ab 1579 zum Amt Rotenburg, das von 1627 bis 1835 Teil der Rotenburger Quart war.